# Ruschmeyer R90
Die Ruschmeyer R90 ist ein einmotoriges, viersitziges Flugzeug des deutschen Herstellers ATC Aircraft Technology Center.

## Geschichte
Das Flugzeug wurde, basierend auf der Ruschmeyer MF-85, von Horst Ruschmeyer (Geschäftsführer der Firma Ruschmeyer Aircraft Production KG, heute ATC Aircraft Technology Center) und Reinhard Molck (Entwicklungsleiter) in Melle entwickelt. Dabei wurde bei der R90-230 RG anstatt des damals und heute üblichen Epoxidharzes zum ersten Mal mit Hilfe der Firma BASF im Flugzeugbau Vinylesterharz in Verbindung mit Glas- und Kohlenstofffasern als Faserverbundwerkstoff offiziell von der Firma Ruschmeyer für den Flugzeugbau zugelassen und verwendet.
Der Erstflug der ab 1985 entwickelten MF-85 P-RG (M für Molck und 85 für den Entwicklungsbeginn) fand noch mit einem 6-Zylinder-Porsche PFM 3200-Flugmotor am 8. August 1988 in Bückeburg mit Heiner Neumann als Pilot statt (Luftfahrzeugkennzeichen: D-EEHE). Die nächsten beiden Maschinen waren schon im Bau, als Porsche sich im März 1990 aus Kostengründen aus der Luftfahrtmotorenproduktion zurückzog. Daraufhin wurde die Maschine auf den bewährten Sechszylinder-Motor IO-540 des amerikanischen Herstellers Lycoming umkonstruiert, die den Namen R90-230RG (R für Ruschmeyer und 230 für die Motorleistung in PS, RG für das Einziehfahrwerk, retractable gear) bekam. Den Erstflug  der R90 führte Heiner Neumann am 23. September 1990 durch und am 12. Juni 1992 erhielt die Maschine die Zulassung durch das Luftfahrt-Bundesamt. 1993 wurde der zweite Prototyp mit einer Propellerturbine des Typs Allison 250-N17B mit 420 PS ausgerüstet, welche die Bezeichnung R90-420AT Lightning erhielt. 1994 kam noch eine Variante mit festem Fahrwerk als Einsteigerversion auf den Markt. 1995 wurde Ruschmeyers Firma (nach Investitionen von 40 Mio. DM) zahlungsunfähig und im März 1996 aufgelöst. Es fliegen heute noch 27 der 29 Maschinen dieses Typs (26 Serienmaschinen und 3 Prototypen) und werden noch von der Firma ATC in Melle am Flugplatz Melle-Grönegau geprüft und gegebenenfalls gewartet.

## Konstruktion
Als Antrieb ist ein Lycoming-Triebwerk vom Typ IO-540-C4D5 eingebaut. Der Sechszylinder-Boxermotor liefert 172 kW (234 PS) bei 2400 min−1 im gedrosselten Zustand und macht das Flugzeug damit zum leisesten und sparsamsten seiner Klasse. Der Vierblatt-Propeller mit konstanter Drehzahl und hydraulischer Blattverstellung wird von MT-Propeller geliefert. Im Reiseflug erreicht die Maschine eine Geschwindigkeit von 165 Knoten (305 km/h). Das als Tiefdecker gebaute Flugzeug verfügt über ein einziehbares Dreibeinfahrwerk.

## Versionen
Folgende Versionen der R90 waren geplant:
- R90-180 FG, mit fixem Fahrwerk (Fixed gear) und schwächerem Motor
- R90-230 RG, realisierte Version mit einziehbarem Fahrwerk (Retractable gear)
- R90-230 FG, mit fixem Fahrwerk
- R90-250 T-RG, Turboantrieb mit 250 PS
- R90-300 T-RG, Turboantrieb mit 300 PS
- R90-420 AT, mit Allison 250B20 als Turboprop
- R90-Aerobat, Kunstflugversion

## Technische Daten
| Kenngröße             | Daten R90-230 RG                |
| --------------------- | ------------------------------- |
| Besatzung             | 1                               |
| Passagiere            | 3                               |
| Länge                 | 7,93 m                          |
| Spannweite            | 9,50 m                          |
| Höhe                  | 2,73 m                          |
| Flügelfläche          | 12,94 m²                        |
| Nutzlast              | 452 kg                          |
| Leermasse             | 898 kg                          |
| max. Startmasse       | 1350 kg                         |
| Reisegeschwindigkeit  | 317 km/h                        |
| Höchstgeschwindigkeit | 324 km/h                        |
| Dienstgipfelhöhe      | 6050 m                          |
| Reichweite            | 1380 km                         |
| Triebwerke            | Lycoming IO-540 C4D5 mit 172 kW |